# Rhinogobius nantaiensis
Rhinogobius nantaiensis är en fiskart som beskrevs av Aonuma och Chen, 1996. Rhinogobius nantaiensis ingår i släktet Rhinogobius och familjen smörbultsfiskar. Inga underarter finns listade i Catalogue of Life.